# William Fulke
William Fulke (1538-1589) est un théologien puritain anglais.

## Biographie
Il naît à Londres et fait ses études au Collège Saint-Jean de Cambridge où il commence ses études en 1557-1558.
Après avoir étudié le droit pendant six ans, il est admis dans le corps enseignant du Collège, Saint-Jean en 1564. Il prend une part importante dans la controverse sur les vêtements sacerdotaux, et persuade le collège de rejeter le surplis, ce qui lui vaut une exclusion temporaire de Saint-Jean, mais en 1567 il y devient maître de conférences en hébreu et prédicateur.
Après avoir postulé, sans succès, pour la direction du collège en 1569, il devient aumônier de Robert Dudley, 1er comte de Leicester, et reçoit de lui les prébendes de Warley, dans l'Essex, et de Dennington dans le Suffolk. En 1578, il est élu master du Pembroke College de Cambridge.
En tant que controversiste puritain, il est remarquablement actif ; en 1580 l'évêque d'Ely le désigne pour défendre le puritanisme contre les catholiques romains Thomas Watson (en), ex-évêque de Lincoln (1513-1584), et John Feckenham, ancien abbé de Westminster, et en 1581, il participe à la discussion avec le jésuite Edmund Campion, et en 1582 le Conseil privé le choisit parmi le clergé pour argumenter contre tout catholique.

## Œuvres
On citera parmi ses nombreux travaux polémiques A Defense of the Sincere and True Translations of the Holy Scriptures into the English tongue, against the Manifold Cavils, Frivolous Quarrels, and Impudent Slanders of Gregory Martin, one of the Readers of Popish Divinity, in the Traitorous Seminary of Rheims (Londres, 1583), et des réfutations de Thomas Stapleton (1535-1598), William Allen et d'autres controversistes catholiques

## Sources
- Cet article comprend du texte provenant d'une publication à présent dans le domaine public : Hugh Chisholm, éd (1911). Encyclopædia Britannica (Onzième édition.) Cambridge University Press.

- (en) Cet article est partiellement ou en totalité issu de l’article de Wikipédia en anglais intitulé « William Fulke » (voir la liste des auteurs).